# 伊達綱村
伊達綱村（日语：／ Date Tsunamura，1659年4月29日—1719年8月5日）是江戶時代陸奥仙台藩第4代藩主，伊達家第20代家督。伊達綱宗長子，母為三澤初子。

## 生平
萬治2年（1659年）3月8日綱村出生，幼名為龜千代，元服時取其父及將軍德川家綱的綱字為名，初名綱基，後名為綱村。
萬治3年（1660年），其父綱宗因家臣及幕府而被逼退隱，由其只得2歲的龜千代繼承。由於綱村只有兩歲，根本未能親政，這對依賴成年藩主為要的藩政合議制遇到莫大衝擊，一門眾中最老資格的伊達宗勝(政宗第十子)以輔幫幼主之名獨攬藩政，由於合議制因綱宗時期的大亂而有所荒廢，出現了灰色地帶，以安藝守伊達宗重為主的其他奉行及一門眾一時無法制衡。
寛文6年（1666年），綱村險遭暗殺的事件，宗勝派及安藝派互相指責，更使問題嚴重化，寬文10年(1670年)，伊達宗重到江戶尋求幕府的協助，並向首席老中酒井忠清控訴宗勝的惡行，幕府立即展開調查，當時的中期調查對安藝派有利，並請宗勝到江戶接受查訪，宗勝有見及此，派原田甲斐到江戶斬殺伊達宗重，其後甲斐也給酒井的家臣斬殺，幕府對此非常憤怒，仙台藩面臨被改易的可能，但幕府卻只是輕輕處罰了事，宗勝及其族全被流放，原田甲斐之子及全族全部給處死，為時十年的伊達騷亂終於停止。
其後綱村開始親政，他在治績上有巨大成就。首先他提倡了防風林的設計，並在運河的發展上有重大治績。此外，他提倡學習儒家思想，邀請多位學者編制編纂藩史『伊達出自正統世次考』及『伊達治家記録』，建立寺廟及營造神社等建築，1689年至1690年間，綱村與東照宮改修總奉行井伊直興大規模修復了東照宮被讚譽為“仙台家族中興的統治者”。然而，他的功績如寺廟和神社的建築及各種改革令財政緊縮，價格相對飆升，仙台藩的財政越來越糟。
綱村元服後，反省騷亂的原因，元祿6年（1693年）起，綱村把重臣及一門眾從藩政重要位置撤下，形成強化藩主權力的合議制，但是卻遇到重臣及一門眾的強烈不滿，加上綱村未能解決仙台藩的財政危機，終於在元祿14年(1703年)，綱村被迫退隱，由同族的養嗣子伊達吉村（伊達忠宗第八子宮床伊達氏初代家督伊達宗房嫡長子）嗣位。
享保4年（1719年）6月20日、綱村逝世，享年61歲。大正13年（1924年）追贈綱村為從三位。
纲村皈依黄檗宗，建立大年寺，死后也葬于该寺内。
| 伊達綱村        |                                |                 |
| 統治者頭銜      |                                |                 |
| 前任： 伊達綱宗 | 仙台藩第4代藩主 1660年－1703年 | 繼任： 伊達吉村 |